# Muhammad al-Jusaní
Muhammad al-Jusaní, o Al-Jusanî de Qayrawân o Aljoxaní (Qayrawán, fecha desconocida - Córdoba 971 d. C./361 de la Hégira), fue un historiador andalusí.
La obra por la que es famoso es Historia de los jueces (o cadíes) de Córdoba (Kitáb al-qudá bi-Qurtuba), donde se recopilan, hasta el año 358/969, documentos de los archivos cordobeses, informaciones orales y escritos o apuntes biográficos sobre los cadíes de Córdoba, de muy distintas fuentes, que no cita, aunque debieron existir.